# Romulea bifrons
Romulea bifrons là một loài thực vật có hoa trong họ Diên vĩ. Loài này được Pau miêu tả khoa học đầu tiên năm 1897.